# Etappendienst
Der Etappendienst war ein operatives Schiffsversorgungsnetzwerk, angesiedelt bei der deutschen Abwehr. Er bestand aus Anlaufstellen zum Versorgen von Schiffen des Deutschen Reichs, speziell von U-Booten im Ersten und Zweiten Weltkrieg mit Öl oder Kohle, und Dockeinrichtungen in mehreren mit dem Deutschen Reich befreundeten Staaten. Er wurde von Ministerialrat Friedrich Fetzer im Oberkommando der Marine (OKM) geleitet, Fetzer war im Aufsichtsrat der Kontinentale Öl. Einen besonderen Schwerpunkt stellten die Aktivitäten in Spanien dar. Die Anzahl der Mitarbeiter der Abwehr in Spanien im Juli 1936 wird auf 50 geschätzt.

## Finanzierung
Im Juli 1938 wurde auf Vorschlag von Wilhelm Canaris ein Reptilienfonds von 11,5 Mio. Reichsmark vom Oberkommando der Marine für Öleinkäufe in Städten wie Amsterdam, London und Zürich verteilt deponiert. Von diesem Geld wurden 1,5 Mio. Reichsmark in Spanien und eine Mio. auf den Kanarischen Inseln deponiert. Damit sollte Beschlagnahme oder Einfrieren durch britische und französische Banken vorgebeugt werden. In Spanien wurde auch über SOFINDUS finanziert. Am 17. April 1939 vereinbarten Canaris und Hermann Göring, dass für den Nachrichtendienst in Spanien 96.000 USD und für Marineausrüstung 600.000 USD jährlich aufgewendet werden. Weltweit wurde für den Etappendienst 1.480.000 USD jährlich aufgewendet.

## Technische Entwicklung

### Telefunken
Mit der Verlegung des ersten interkontinentalen Telegrafenkabel 1866 hatte die Globalisierung eine neue technische Qualität erhalten. Die weltweiten Kabelnetze bildeten einen Pool, welcher von britischen Gesellschaften dominiert wurde. Handelsunternehmen aus dem Deutschen Reich nutzten diese Netze. Aus Gründen des Wettbewerbes und um es im Kriegsfall nutzen zu können, baute das Deutsche Reich ein eigenes Kabelnetz auf.
Die drahtlose Telegrafie war eine neue Wettbewerberin um die Informationsübermittlung. Der technische Aufwand war anders geartet. Während sich das Monopol der Unterseekabel durch exklusive Anlandungsrechte etablieren konnte und im Kriegsfall eine sehr lange, schwer zu kontrollierende Angrifflinie bot, lag die konzessionelle Absicherung der drahtlosen Telegrafie in Patenten auf Sender und Empfängeranlagen. Ihre Verwundbarkeit im Kriegsfall war punktuell. Eine ebenfalls punktuelle Struktur bildeten die Kohlestationen der kaiserlichen Marine. 1911 wurde anlässlich des Pantersprunges die Aufgaben von Telefunken und Kohlestationen zusammengefasst. Der Vorteil lag im diplomatischen Schutz, welchen die Eigner der Kohlestationen aus ihren konsularischen Aufgaben hatten. Der Nachteil für die drahtlose Telegrafie war, dass Kohlestationen auf Meereshöhe lagen.

„...wenn ich mich auf dem Gebiete der technischen Erfindungen umschaue, so finde ich kein Beispiel, welches eine solche Schnelligkeit der Erkennung des wissenschaftlichen Zusammenhangs und damit verbunden eine technische Ausnutzung zeigt, die mit der Funken-Telegraphie auch nur annähernd verglichen werden können. Hat es doch immer Dezennien gedauert, ehe eine andere große technische Erfindung sich zu einer gewissen Vollendung entwickelt haben. Bei der drahtlosen Telegraphie ist das eigentlich innerhalb von 10, 12 Jahren geschehen. [...] Das wichtigste und interessanteste dringt ja nicht sofort in die Öffentlichkeit. Die Bedeutung, welche die Marine heute der Funkentelegraphie beilegt, hat sie veranlasst, ununterbrochen die Erfinder zu immer weiteren Fortschritten anzustacheln. Aber die Resultate und die Mittel, mit denen das erzielt ist, werden heute nicht mehr veröffentlicht, sondern geheimgehalten. Man bedenke, daß bei der Marine drahtlose Telegramme nicht nur eines Geschwaderverbandes übermittelt werden, sondern mit 1.000 und mehr Kilometern entfernten Flotten gewechselt werden, daß diese Telegramme sich einen Weg suchen, der ihnen von dem Telegraphisten einfach vorgeschrieben ist, und die sich gegenseitig nicht stören. [...] Der Hauptanteil an dieser Entwicklung gebührt der deutschen Forschung, und es ist in erster Linie die große Gesellschaft ‚Telefunken‘, die wir in Deutschland haben, die in außerordentlich präziser Weise diese Hilfsmittel zur Verfügung gestellt hat.“

### Tabelliermaschinen
Die übermittelten Zeichen der drahtlosen Telegrafie wurden, mit von Kriegsgegnern oder Handelskonkurrenten zu erwartendem Aufwand, aufgezeichnet. Deshalb wurden die Nachrichten mit Rotor-Chiffriermaschinen chiffriert. Zur Dechiffrierung setzte die Kaiserliche Marine Tabelliermaschinen von Remington Rand, System Powers ein. Kurt Passow stellte den Einsatz der Tabelliermaschinen bei der Marineverwaltung dar.

## Etappendienst in Spanien
Von 1934 bis 1938 wirkte der Etappendienst darauf hin, dass die Compañía Española de Petróleos (CEPSA) Rohöl aus Lateinamerika und aus USA bekam, damit das Deutsche Reich im Fall eines Krieges mit Frankreich mit Erdölprodukten von der CEPSA versorgt werden konnte. Der spanische Bürgerkrieg unterbrach die Entwicklung des Etappendienstes. Während des spanischen Bürgerkrieges hatte die Legion Condor kein Versorgungsproblem mit Erdölprodukten, da Royal Dutch Shell, Texas Oil Company und die Standard Oil Company lieferten.
1938 wurde Spanien eines der vier weltweiten Zentren des Etappendienst. In Spanien wurde die umfassendste Marineversorgung außerhalb des Deutschen Reichs aufgebaut. Im Juni 1938 inspizierte Hellmuth Heye die Standorte in Spanien, welche während des Bürgerkrieges stillgelegt worden waren.

### Transición Española
Die Westalliierten erstellten 1945 eine Liste mit 104 Personen, welchen sie Kriegsverbrechen vorwarfen und von welchen sie einen Wohnort in Spanien ermittelt hatten.
Diese Liste wurde dem Spanischen Außenministerium übergeben, wo sie 1999 von El País wiedergefunden wurde. Ab Frühjahr 1946 wurde Paul Winzer und weitere Mitglieder des Etappendienstes auf der Festung Hohenasperg vom Counter Intelligence Corps zwei Jahre lang verhört Einige Mitarbeiter des Etappendienstes wurden 1945 nach Caldes de Malavella gebracht. 1949 setzte sich Hans Doerr bei Konrad Adenauer für in Spanien internierte Deutsche, welche u. a. im Lager Nanclares interniert waren, ein.

### Alicante
Baron Hans Joaquín Kindler von Knobloch, Konsul in Alicante kam 1925 nach Alicante und arbeitete bei einer consignataria de buques. Er versuchte José Antonio Primo de Rivera aus dem Gefängnis zu befreien.

### Barcelona
In Barcelona bestand zwischen 1934 und 1935 eine Filiale der Deutsche Werke S.A., ein Standort des Etappendienstes. Am 6. Mai 1945 besaß der Etappendienst Deutsche Werke S.A. in Barcelona Währungen aus 27 Ländern, z. B. von Argentinien, Indien und Spanien.
- Fernando Birk, Vertreter von I.G. Farben.
- Hans Heineman ermordete einen kanadischen Piloten, welcher in Spanien auf der Flucht war.
- Rudolf von Merode ermordete zahlreiche französische Bürger in Saint-Jean-de-Luz.

### Bilbao
- Josef Boogen († 1985) kam 1929 nach Spanien; 1945 wurde er ein Jahr in einem Hotel de Vitoria-Gasteiz festgehalten. Ihm wurde mitgeteilt, er solle sein Vermögen an Strohmänner weitergeben. In Spanien wurden Staatsangehörige des Deutschen Reichs, welche keinen legalen Aufenthaltsstatus hatten, ab dem 6. Mai 1945 enteignet.
- Eduard Bunge und Friedhelm Burbach waren jeweils Konsul in Bilbao.
- Eugene Erhardt führte eine Empresa consignataria de barcos.
- Otto Hinrichsen († 1982) führte Mitarbeiter der Abwehr in Lateinamerika. 1945 wurde er nach Caldes de Malavella gebracht.
- Federico Lipperheide, war Aufsichtsratsmitglied der Banco Bilbao Vizcaya und leitete die Industrias Reunidas Minero-Metalúrgicas.[10]
- Karl Pasch war der Generalvertreter für MAN in Spanien.
- Wilhelm Pasch führte das Unternehmen Pasch Hermanos welches Erze exportierte, vor allem Wolfram.
- Wilhelm Plohr († 1977) NSDAP/AO Bilbao zog nach 1945 nach Marbella.
- Wilhelm Spreter leitete die Propaganda der NSDAP/AO in Bilbao.

### Cádiz
Am 12. Januar 1939 kam der Funker, Leutnant Rolf Rüggeberg (1907–1979) über Burgos an die Escuela Naval Militar de Oficiales in San Fernando (Spanien) bei Cádiz als Marineberater.

### Donostia
Der Diplomat Wilhelm (Willy) Beisel (1902–1996) machte während des Zweiten Weltkrieges die deutsche Gemeinde in Donostia nahezu zu einem Wurmfortsatz des Deutschen Reichs.

### Madrid
- Karl Albrecht; Leiter der Cámara de Comercio alemana (Handelskammer).[12]
- Hans Juretschke (* 1909; † 16. Juni 2004) war Leiter der Kulturabteilung der Botschaft des Deutschen Reichs. Er hielt bis 1979 Vorlesungen an der Universität Complutense Madrid.[13][14]
- Hans Hoffmann war Mitarbeiter des Presseattachés Josef Hans Lazar und wurde 1974 Honorarkonsul von Málaga.
- Franz Liesau Zacharias (1918 – Dezember 1992) hat in Spanisch-Marokko, Französisch-Marokko und Guinea Primaten gekauft, welche als Versuchstiere zur Forschung an biologischen Kampfstoffen verbraucht werden. Zacharias leitete nach dem 6. Mai 1945 die Sociedad para Investigaciones y Aplicaciones Industriales (SIAISA), ein Unternehmen, welches für das Centro Nacional de Inteligencia und 1994 die Dirección General de la Guardia Civil mit Ausrüstung zum Mitschneiden von Telefongesprächen.[15]
- Sein Sohn Christian Liesau von Lettow Vorbeck machte im Zusammenhang mit Staatsterrorismus der GAL eine Falschaussage.[16]
- Reinhard Spitzy, Vertreter vom Maschinenbauer Škoda.[17]

### Las Palmas de Gran Canaria
- Honorarkonsul Sauermann protestierte bei der Entführung der Lufthansa Post Ju 52 D-A POK Max von Müller von Las Palmas, mit welcher dann Johannes Bernhardt weiterflog.[18][19]
- Edmond Niemann alias Pablo García kam 1934 nach Las Palmas.[20][21]

### Santa Cruz de Tenerife
Jakob Ahlers, der Konsul von Santa Cruz de Tenerife, führte seit 1906 eine Compañía Consignataria de Buques am Hafen. Zu Ahlers Generalvertretung für Produkte aus dem Deutschen Reich gehörten auch Bankdienstleistungen. In Ahlers erweitertem Hinterhof baute die CEPSA zwischen April und November 1930 eine Ölraffinerie, welche 5.000 Barrel am Tag raffinierte.
Das Anfangskapital der Raffinerie waren 75 Mio. Peseten, wovon 60 Prozent Juan March hielt.
Das Deutsche Reich beteiligte sich 1938 über March an der Raffinerie, da seinen Vertretern glaubhaft gemacht wurde, Shell würde sich sonst an der Raffinerie beteiligen, um einen Boykott gegen Mexiko sicherzustellen, wo PEMEX aus verstaatlichten Shelleinrichungen gegründet wurde. Im August 1936 lieferte Jakob Ahlers auch Komponenten zur Waffenproduktion an die Putschisten unter Luis Orgaz Yoldi.

### Santander
Kurt Bormann († 1987) war Mitglied der Gestapo, Paßabteilung der Organisation der ehemaligen SS-Angehörigen.

### Sevilla
- Gustav Draeger war Konsul des Deutschen Reichs in Sevilla, stand unter dem Schutz von Gonzalo Queipo de Llano.
- Adolf Clauss
- Ludwig J. R. Clauss wurde nach Caldas de Malavella gebracht und freigelassen.[7]

### Valencia
Walter Junghanns war daran beteiligt, als Bomben in Orangenkisten gepackt wurden, welche nach Großbritannien geschickt wurden.

### Fuerteventura
Gustav Winter erstellte ein Elektrizitätswerk in Las Palmas de Gran Canaria. Während des spanischen Bürgerkrieges plante er eine Zementfabrik und eine Fischfabrik auf Fuerteventura, während des Zweiten Weltkrieges erwarb das Deutsche Reich die Halbinsel Jandía zur Errichtung eines Flughafens. 1946 ließ Winter die Villa Winter in Cofete auf Jandía bauen.